# Leidse Rembrandtdagen

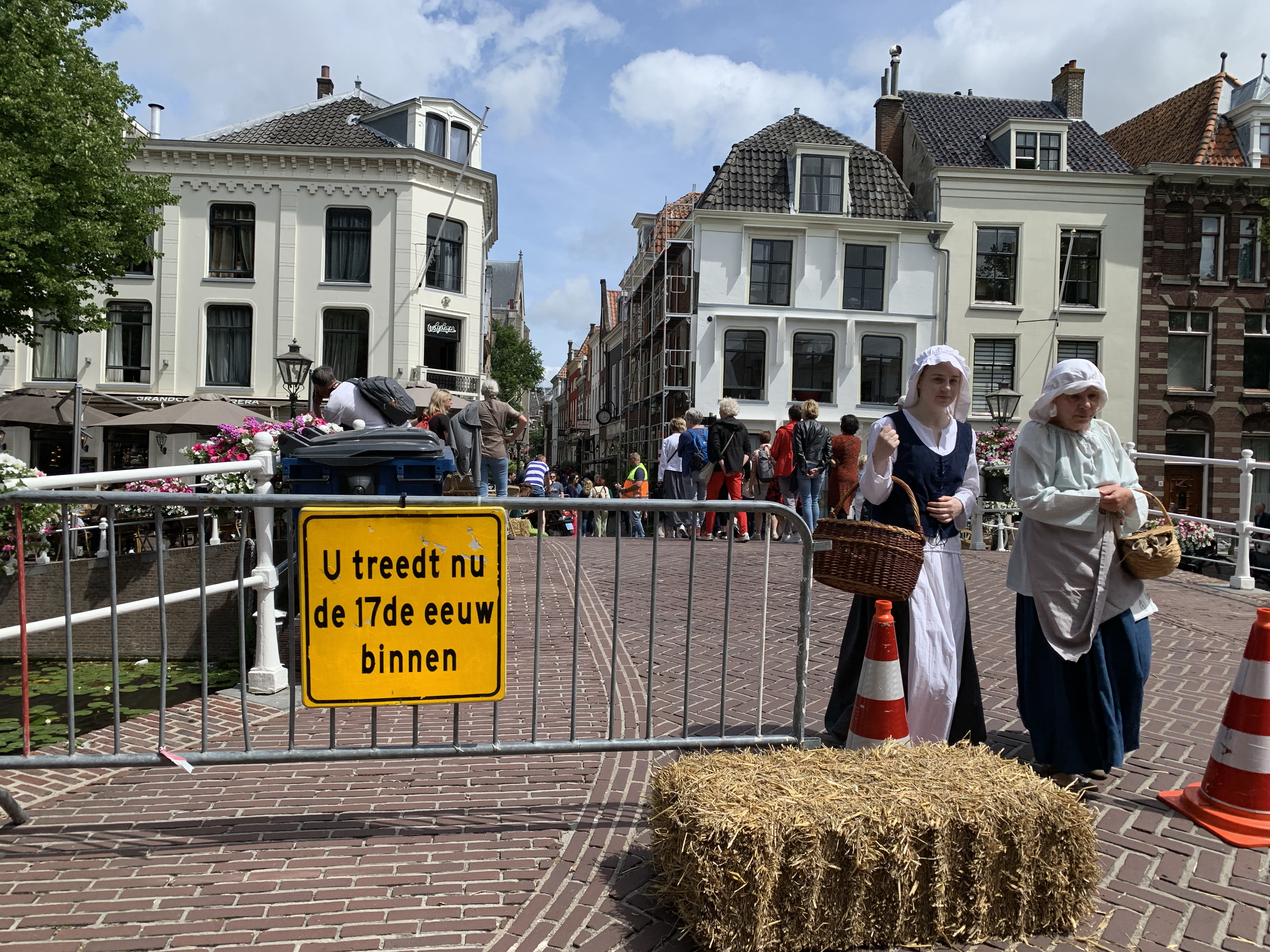
Leidse Rembrandtdagen: U treedt nu de 17e eeuw binnen.

De Leidse Rembrandtdagen is een evenement in Leiden ter herdenking van de geboortedag van Rembrandt van Rijn en vindt plaats in juli, in het weekend vóór de verjaardag van Rembrandt (15 juli). De eerste keer was in 2019, de tweede keer (goed voor circa 25.000 bezoekers) in 2022,  en de derde en vierde keer in 2023 en 2024. 

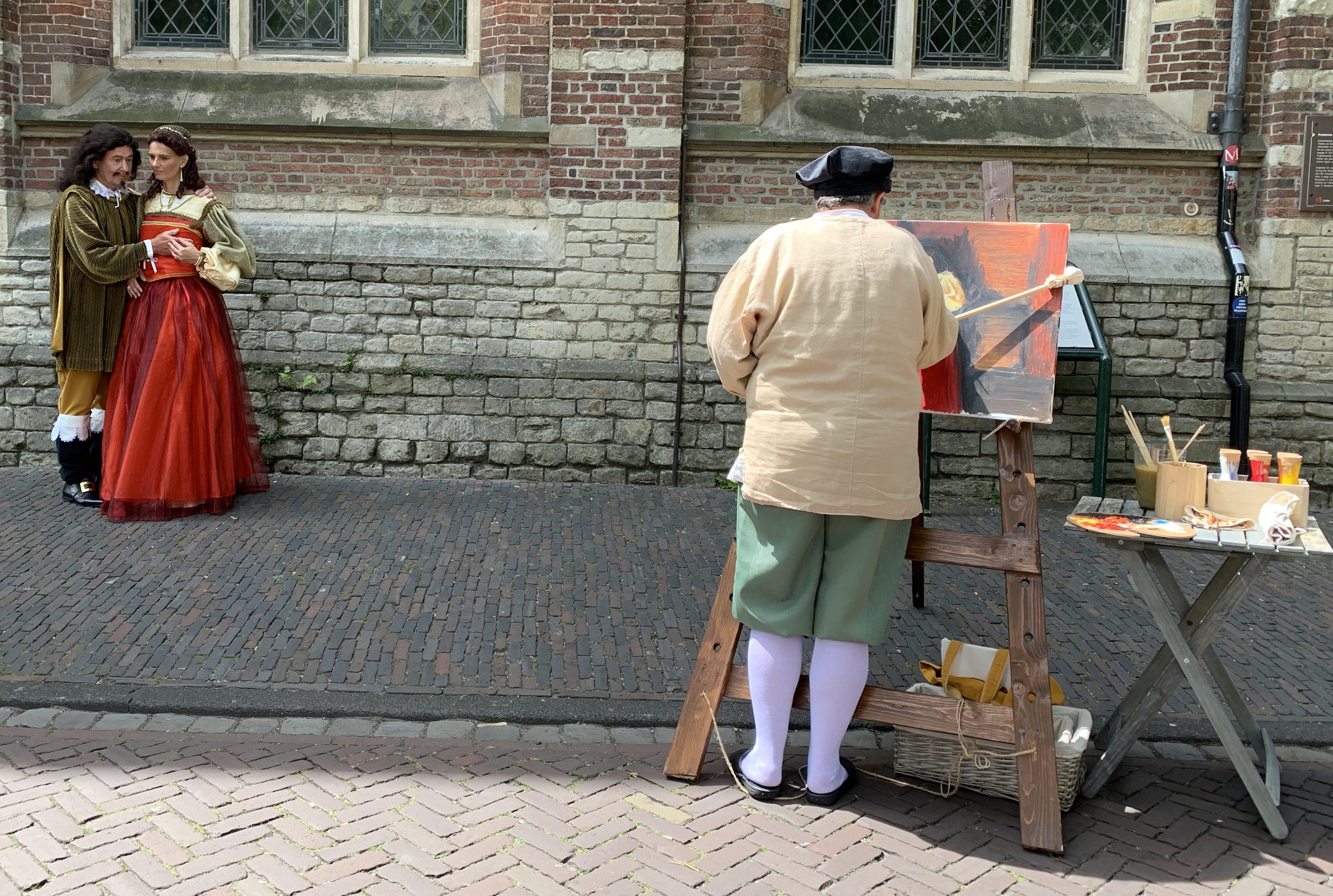
Straattheater: het schilderij Het Joodse Bruidje door Rembrandt.

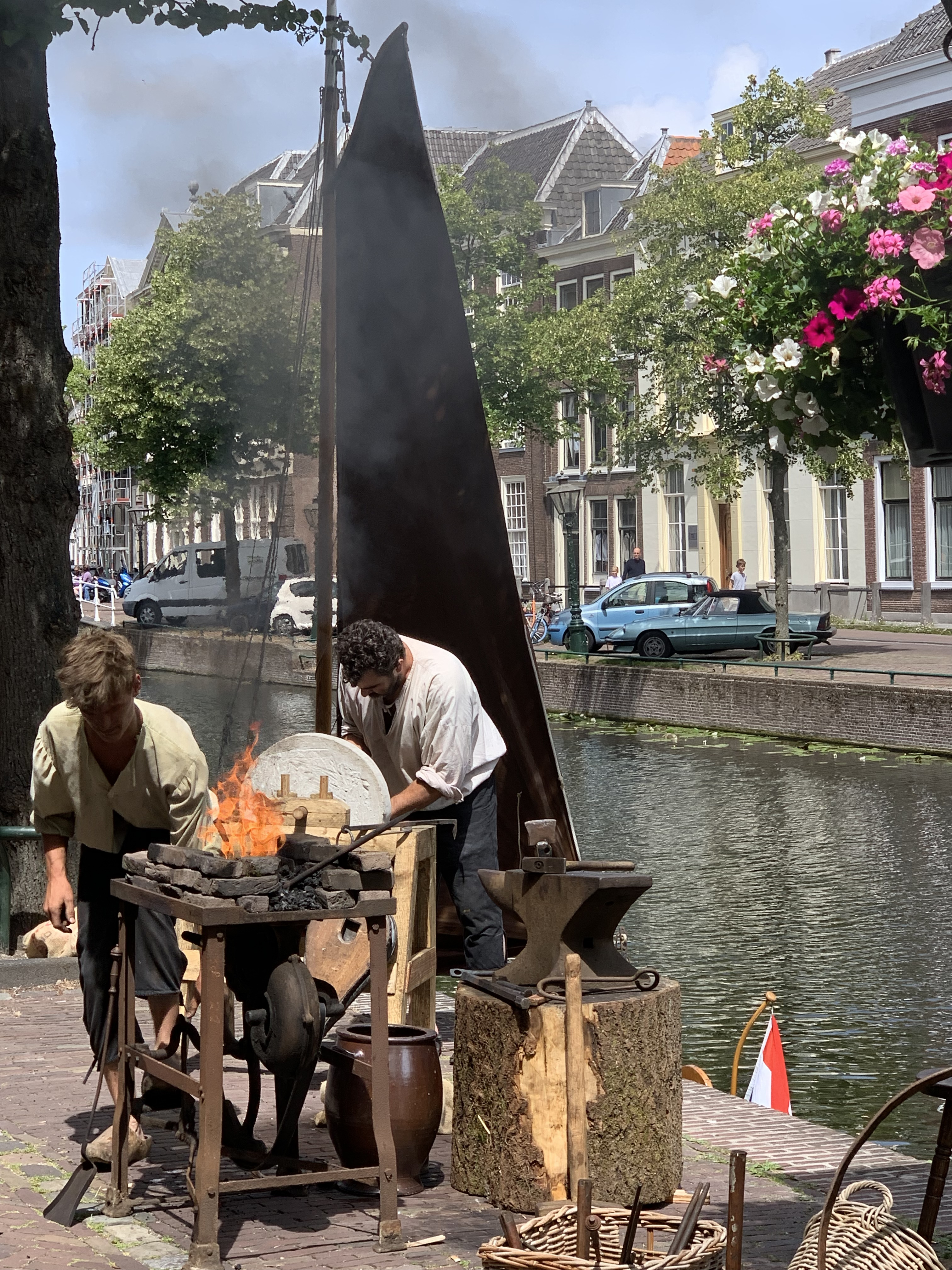
Straattheater: de smid.

Voor de Leidse Rembrandtdagen wordt gedurende een weekend de monumentale Pieterswijk grotendeels autovrij gemaakt en wordt dit deel van Leiden een straattheater waarin de sfeer van de 17e eeuw wordt opgeroepen. 
Er worden een aantal schilderijen van Rembrandt en korte gebeurtenissen zoals een rechtszaak nagespeeld zodat de bezoeker een indruk krijgt hoe het er in de 17e eeuw aan toeging. 
Dit alles wordt uitgevoerd door de Leidse Theater Academie, waarin de toneelclub, de figurantenafdeling en muziekopleiding zijn ondergebracht. De kleding wordt door het jaar heen gefabriceerd door de Leidsche Kleermaeckers, een groep van tientallen enthousiaste coupeuses. De meeste rekwisieten (karren, wagens, scharensliep, wapens, kisten e.d.) worden gemaakt door het Leids Houtbewerkersgilde, dat bestaat uit enkele tientallen timmerlieden en andere ambachtslieden. Deze groepen worden ondersteund door materiaalbeheerders, decor-, op-/afbouw- en cateringgroepen. De hele sterk groeiende club bestaat uit ruim vierhonderd vrijwilligers die een heel jaar werken aan de volgende Leidse Rembrandt Dagen. Hun kernwaarden zijn helder en eenvoudig: vrijwillig, kwaliteit en authenticiteit.